# 聖馬利亞教堂 (紐西蘭奧克蘭)
聖馬利亞教堂（St Mary's Cathedral Church），位於紐西蘭奧克蘭帕奈尔，是聖公會奧克蘭教區的前座堂，其地位於1973年被聖三一座堂所取代。該建築物於1981年11月26日獲紐西蘭歷史古蹟信託評為一級保護建築。